# رشدي باشا
رشدي باشا (بالتركية: Rüştü Paşa)‏ (ولدَ في 1872، أرضروم - توفي في 13 يوليو 1926، إزمير) هو سياسي عثماني، تولى منصب عضو البرلمان التركي.

## مناصبه
تولى المناصب التالية:
- عضو في البرلمان التركي (11 أغسطس 1923–1926)